# Триумфальная арка «Македония»
Триумфальная арка «Македония» (макед. Порта Македонија) — триумфальная арка, находящаяся на площади Пелла в Скопье.
Строительство сооружения началось в 2011 году и завершилось в 2012. Сначала открытие планировалось провести 8 сентября 2011 года: 20 годовщина независимости Республики Македонии, однако по непредвиденным причинам данное мероприятие пришлось отложить. 6 января 2012 года триумфальная арка была открыта, с речью выступал тогдашний премьер-министр Никола Груевский.
Высота триумфальной арки — 21 метр. Стоимость — 4,4 млн. евро. Общая площадь — 193 м2.
На триумфальной арке имеются лестницы и лифты. Также в ней есть несколько комнат, одна из которых — сувенирный магазин. На крыше арки проводятся свадьбы.
На сооружение творчески нанесены различные события, связанные с историей Республики Македонии, Древней Македонией, проповедниками Кириллом и Мефодием, просветителями Климентом и Наумом Охридскими, царём Самуилом, правителем Кралевичем Марко, македонским героем Карпошом, Илинденским восстанием, Антифашистском собранием по народному освобождению Македонии, историей Славян в Греции. Помимо этого, триумфальная арка украшена бронзовыми статуями по углам. Поверхность сооружения покрыта мрамором. Его[уточнить] финансирует Правительство Республики Македонии.